# 服部眞司
服部 眞司（はっとり しんじ、1933年 - ）は、日本の実業家、湘南信用金庫元理事長、横須賀エフエム放送株式会社（FM・ブルー湘南）会長、株式会社CATV横須賀（現・ジェイコム湘南・神奈川）元取締役会長

## 人物・経歴
1933年、神奈川県横須賀市生まれ。1956年3月、立教大学経済学部卒業。同年4月、横須賀信用金庫入庫。
1971年、同庫常務理事、1974年、専務理事。1984年、理事長に就任。
1989年、鎌倉信用金庫と合併し、名称を湘南信用金庫とし、同庫理事長に就任。
1995年、黄綬褒章受章。
横須賀エフエム放送株式会社（FM・ブルー湘南）会長、株式会社CATV横須賀（現・ジェイコム湘南・神奈川）取締役会長、横須賀防犯協会会長、大相撲宮城野部屋横須賀後援会会長なども歴任する。